# З'явлення із зізнанням
З'я́влення із зізна́нням (застаріле: я́вка з пови́нною) — це особисте, добровільне письмове чи усне повідомлення заявником органу дізнання, дізнавачу, слідчому, прокурору, судді або суду про злочин, вчинений чи підготовлюваний ним, до порушення проти нього кримінальної справи. Якщо кримінальну справу вже порушено за наявністю ознак злочину, таке повідомлення заявником має бути зроблене до винесення постанови про притягнення його як обвинуваченого.
За загальним правилом явка з повинною є обставиною, що пом'якшує відповідальність. Але у випадках, прямо вказаних у законі, вона є обставиною, яка виключає кримінальну відповідальність і, отже, порушення кримінальної справи.